# Charles Moore (atléta)
Charles Hewes Moore Jr. (Coatesville, Pennsylvania, 1929. augusztus 12. – Laporte, Pennsylvania, 2020. október 8.) olimpiai bajnok amerikai atléta, futó.

## Pályafutása
Az 1952-es helsinki olimpián 400 méteres gátfutásban olimpiai bajnok lett. 4 × 400 m váltóban Ollie Matsonnal, Gene Cole-lal és Mal Whitfielddel ezüstérmet szerzett a jamaicai váltó mögött.

## Sikerei, díjai
- Olimpiai játékok
  - aranyérmes: 1952, Helsinki (400 m gát)
  - ezüstérmes: 1952, Helsinki (4 × 400 m váltó)